# Karaberd (Lori)
Karaberd (in armeno Քարաբերդ?)  è un comune di 107 abitanti (2001) della Provincia di Lori in Armenia.